# Hämoptyse
Die Hämoptyse oder Bluthusten ist das Auftreten von Blut im Auswurf (Sputum). Das Blut kann aus den Blutgefäßen der Bronchien, der Luftröhre oder des Lungengewebes stammen. Werden größere Blutmengen ausgeworfen (ab 100 ml in 24 Stunden, in der klinischen Praxis ist kein einheitlicher Grenzwert definiert, die meisten Autoren sehen bei Erwachsenen eine Grenze zwischen 300 und 600 ml in 24 Stunden), spricht man zur Unterscheidung auch von einer Hämoptoe. Vielfach werden die Begriffe Hämoptyse und Hämoptoe synonym verwendet.
Bluthusten kann u. a. durch folgende Erkrankungen ausgelöst werden: Bronchitis, Lungenkrebs, Lungenembolie, Tuberkulose, Mukoviszidose, Bronchiektasen, Herzinsuffizienz, Eisenmenger-Reaktion, Legionellose, Lungenriss, Goodpasture-Syndrom und Granulomatose mit Polyangiitis. Möglich sind auch Verletzungen (Punktionen oder Rupturen) des Lungengewebes durch äußere mechanische Einwirkungen. In sehr seltenen Fällen können Gerinnungsstörungen wie die Bluterkrankheit Ursache des Bluthustens sein.